# Špičák (zahradnictví)
Špičák je označení pro zpravidla jednoletý někdy i tříletý očkovanec prodávaný jako školkařský výpěstek, ovocná dřevina k výsadbě.
Po naočkování podnože a odstranění zbytku podnože řezem naostro nebo na čípek vyraší očko v dlouhý jednoletý výhon, jenž je prodáván jako tzv. špičák. Očka na špičáku nejsou vyslepena. U špičáku není dosud založena odpovídající korunka. U jabloní je nejčastěji používán pro zakládání různých typů ovocných stěn.